# Berlin-Hamburgbanen
Berlin–Hamburgbanen er en tysk jernbanestrækning mellem landets to største byer, Hamborg og Berlin.
Arbejdet på banen påbegyndtes af Berlin-Hamburger Eisenbahn-Gesellschaft den 6. maj 1844, og strækningen åbnede den 15. december 1846. Banen var den længste fjernbanestrækning i Tyskland og førte fra Berlins Hamburger Bahnhof (efter oktober 1884 fra Lehrter Bahnhof) over Spandau, Neustadt (Dosse), Wittenberge, Ludwigslust og Büchen ad den allerede byggede Hamburg-Bergedorf-bane til Berliner Bahnhof i Hamburg.
I 2002-2004 udbyggedes strækningen som den første til højhastighedsjernbane (over 200 km/t) - hidtidige højhastighedsstrækninger har været nybyggerier.
I praksis er rejsetiden mellem de to byer på omkring 100 minutter. Den korteste rejsetid er i teorien på 90 minutter, men på grund af tæt trafik på strækningen kan denne tid ikke realiseres. Et forsøg med en rejsetid på 93 minutter viste sig heller ikke at være realistisk i den daglige trafik.

## Fliegender Hamburger
Fra 15. maj 1933 kørte motorvognsættet DR 877, den flyvende hamburger, mellem Berlin Lehrter Bahnhof og Hamburg Hauptbahnhof. De 286 km kørtes på 138 minutter - en tid som først blev slået i 1997 af et ICE-tog. Under 2. verdenskrig blev DR 877 kørt i remise og kom efter krigen til andre strækninger, indtil det endelig toges ud af drift i 1957.